# Restrepia muscifera
Restrepia muscifera är en orkidéart som först beskrevs av John Lindley, och fick sitt nu gällande namn av Heinrich Gustav Reichenbach och John Lindley. Restrepia muscifera ingår i släktet Restrepia och familjen orkidéer. Inga underarter finns listade i Catalogue of Life.

## Bildgalleri

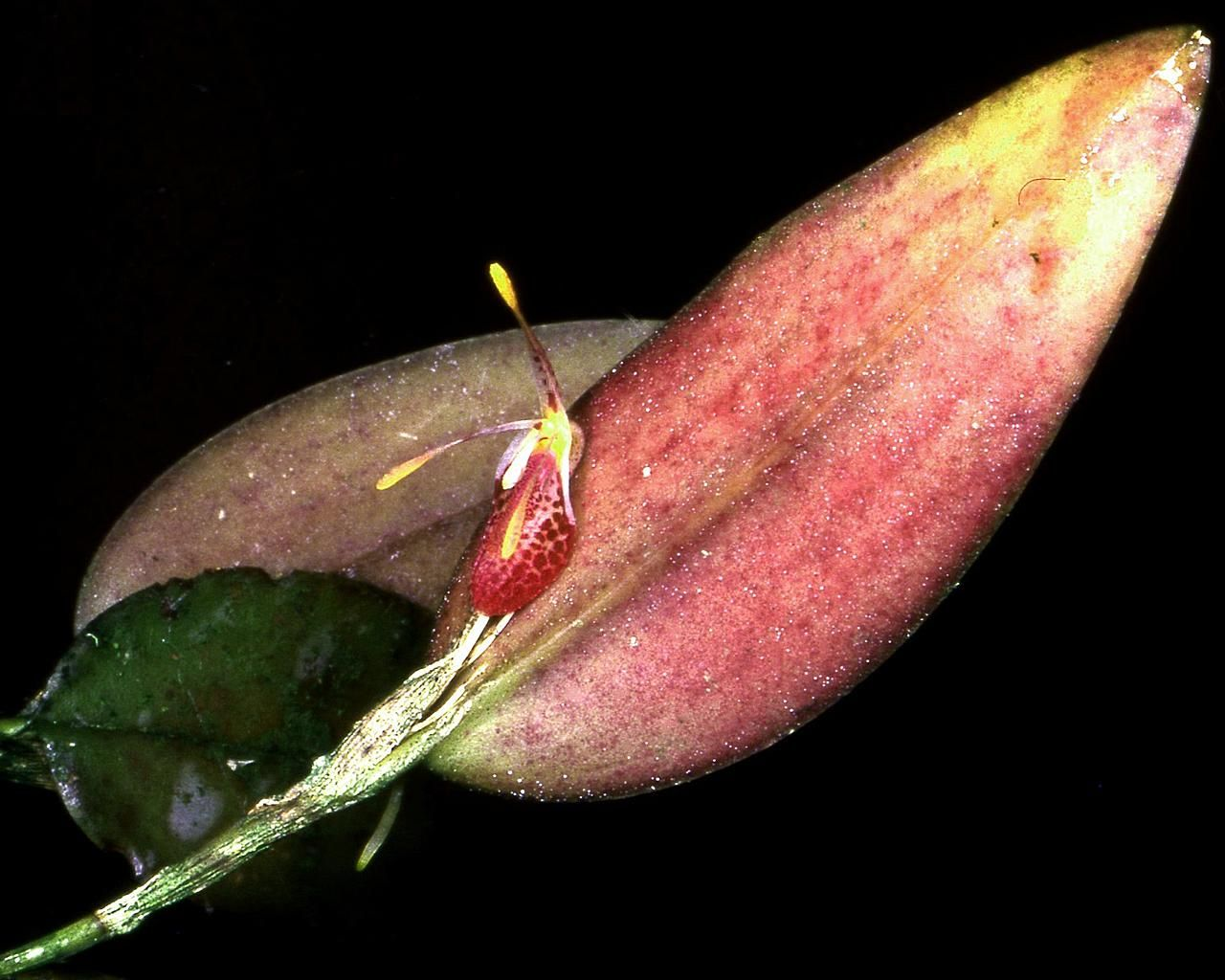
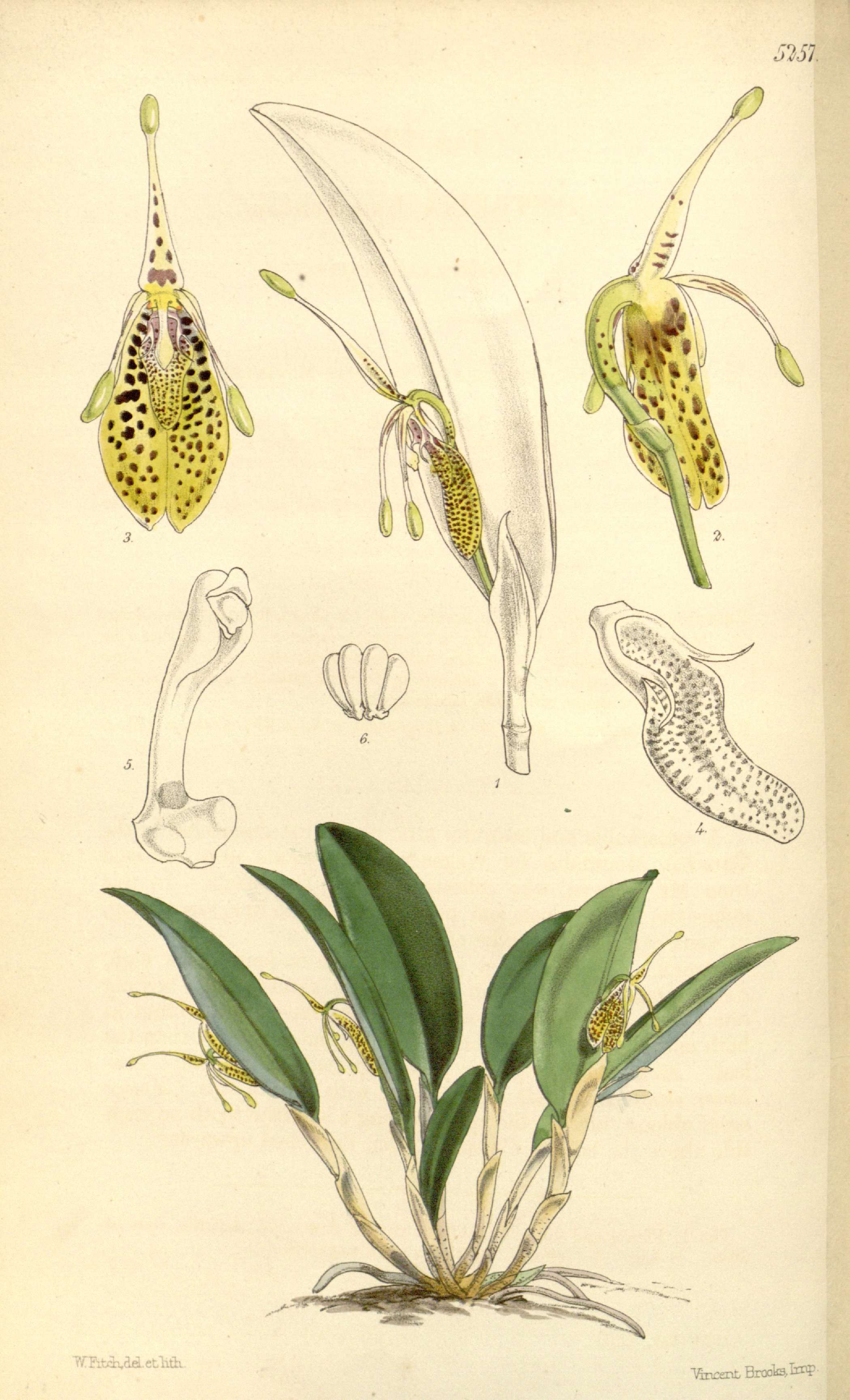